# 群馬師範学校
群馬師範学校 （ぐんましはんがっこう） は新制群馬大学学芸学部 （現・共同教育学部） の前身の一つとなった師範学校である。

## 沿革

### 旧・群馬県立期

#### 教員伝習所

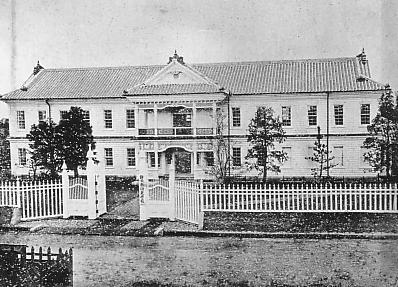
群馬県師範学校

- 1873年2月： 旧群馬県、教員伝習所 （教員伝習学校） を前橋に設立。
  - 旧前橋県学校 （旧藩校） 跡。現・前橋地裁付近。

### 熊谷県立期

#### 暢発学校
- 1873年6月： 熊谷県発足により児玉郡本庄駅に移転、暢発学校と改称。
  - 現・埼玉県本庄市の安養院境内。
- 1873年11月：  県庁所在地の大里郡熊谷駅に移転。
  - 現・熊谷市の高城神社境内。
- 1874年8月： 附属小学校を設置。

### 群馬県立期

#### 旧旧・群馬県師範学校
- 1876年9月： 第二次群馬県発足により高崎に移転、群馬県師範学校と改称 （群馬県第11号布達）。
  - 現・高崎市の興禅寺境内。
- 1876年10月： 前橋に移転 （龍海院境内）。
- 1878年8月： 前橋曲輪町 （現・前橋市大手町） に新校舎落成。
  - 現・大手町2丁目の群馬県前橋合同庁舎から桃井小学校旧校舎にかけての一帯。
- 1882年5月： 師範学校教則大綱に準拠。
  - 初等科 （1年制）・中等科 （2年制）・高等科 （4年制） を設置。

#### 群馬県尋常師範学校
- 1886年4月： 師範学校令により群馬県尋常師範学校と改称 （本科4年制）。
- 1889年12月： 小学簡易科を設置。
- 1893年6月： 同窓会 「暢師会」 発足。
- 1894年4月： 簡易科を設置 （修業年限2年4ヶ月。1903年廃止）。
- 1895年5月： 小学校教員講習科を設置。

#### 旧・群馬県師範学校、群馬県第一師範学校、群馬県師範学校
- 1898年4月： 師範教育令により群馬県師範学校と改称。
- 1901年9月： 女子尋常科准教員講習科を設置。
- 1901年11月： 群馬県女子師範学校設立認可。
- 1908年： 従来の本科を本科第一部と改称。本科第二部を新設。
  - 本科第一部は修業年限4年、高等小学校卒業後 1年自修者が対象。予備科は設置されず。
  - 本科第二部は修業年限1年、中学校卒業者が対象。
- 1909年： 学校位置を前橋市清王寺町232番地 （現・日吉町） に変更。
  - 1914年までに全校移転。
- 1912年3月： 碓氷郡安中町に群馬県第二師範学校設置 （校長： 小川正行 1912年2月22日 - 1913年3月31日）。
  - 県立中学校安中分校跡 （のちの安中蚕糸学校、現・群馬県立安中総合学園高等学校） に設置。
  - 群馬県師範学校は群馬県第一師範学校と改称。
- 1913年3月： 群馬県第一師範学校・第二師範学校が合併、群馬県師範学校と改称。
- 1914年10月10日： 講堂・寄宿舎を焼失 （生徒の放火による）。
- 1918年4月： 農事講習科を設置 （1年制）。
- 1921年8月： 農事講習科が実業補習学校教員養成所として独立。
  - のちの群馬青年師範学校。
- 1925年4月： 本科第一部、5年制に延長 （高等小学校卒業者対象に変更）。
- 1926年4月： 専攻科 （1年制） を開設。
- 1928年10月： 附属小学校、火災で全焼 （1930年11月再建）。
- 1931年4月： 本科第二部、2年制に延長。
- 1934年11月： 校歌制定。『赤城の高嶺』 （中村孝也 作詞、井上武士 作曲）
  - 天皇行幸記念。
- 1942年4月： 本科第一部生による第二部生暴行事件。

#### 群馬県女子師範学校
- 1901年11月14日： 群馬県女子師範学校設立認可。
- 1902年1月14日： 群馬県女子師範学校規則制定 （群馬県令第7号）。
  - 本科3年制。
- 1902年10月： 清王寺村 （現・前橋市若宮町） に移転。
- 1903年4月： 講習科を設置。
- 1908年3月： 学則改正、本科4年制となる。
- 1910年1月： 本科第二部を設置。
- 1925年4月： 本科第一部、5年制に延長 （高等小学校卒業者対象に変更）。
- 1926年4月： 専攻科 （1年制） を開設。
- 1929年4月： 本科第二部、2年制に延長。
- 1932年5月： 昭和幼稚園を附設 （1934年3月、附属幼稚園となる）。

### 官立期

#### 群馬師範学校
- 1943年4月1日： 群馬県師範学校・群馬県女子師範学校を統合し、官立群馬師範学校設置。
  - 旧群馬県師範学校校舎に男子部、旧群馬県女子師範学校校舎に女子部を設置。
  - 男子部に本科 （3年制）・予科・研究科、女子部に本科 （当初2年制）・予科を設置。
- 1945年1月： 男子部、放火により校舎焼失。
- 1947年4月： 男子部予科、旧陸軍東部三十八部隊兵舎跡 （高崎市高松町） に移転。
- 1949年5月31日： 新制群馬大学発足。
  - 青師と共に学芸学部の母体として包括された。
- 1951年3月： 旧制群馬師範学校、廃止。

## 歴代校長
群馬県師範学校（前身諸校を含む）
- 真野節：1876年7月 - 1877年1月
- 小野述信：1879年5月 - 1880年4月
- 宮部襄：1880年4月 - 1881年9月
- 喰代豹蔵：1881年12月 - 1885年11月
- 土屋重雄：1885年11月16日 - （御用掛のち校長心得）
- 土屋重雄：1886年8月6日[2] - 1888年11月22日
- 津田清長：1888年12月 - 1889年12月
- 滝沢菊太郎：1889年12月21日[3] - 1892年9月20日
- 大束重善：1892年9月20日 - 1899年6月28日
- 矢島錦蔵：1899年6月28日 - 1902年9月23日
- 堀井覚太郎：1902年9月23日 - 1903年1月7日
- 羽田貞義：1903年2月19日 - 1912年4月16日
- 保田詮次郎：1912年4月16日 - 1915年4月27日
- 山本宗太郎：1915年4月27日 - 1917年6月28日
- 樋泉慶次郎：1917年6月28日 - 1919年11月
- 真崎誠：1919年11月 - 1926年3月
- 奥平覚治：1926年3月 - 1931年7月
- 中山正心：1931年7月 - 1939年8月
- 小野貞助：1939年9月 - 1941年4月
- 近森幸衛：1941年4月 - 1943年3月

群馬県女子師範学校
- 山高幾之丞：1902年2月24日 - 1908年4月19日死去
- 岩谷英太郎：1908年6月27日 - 1913年5月31日
- 藤本政介：1913年5月31日 - 1915年7月1日
- 奥平覚治：1915年7月1日 - 1920年4月
- 越川弥栄：1920年4月 - 1924年12月
- 菅原信治：1924年12月 - 1929年2月
- 天笠義人：1929年2月 - 1929年5月
- 藤見睦治：1929年5月 - 1934年3月
- 樋渡熊雄：1934年3月 - 1941年3月
- 富岡貫一：1941年4月 -

官立群馬師範学校
- 橋本重次郎：1943年4月1日[4] - 1945年11月24日[5]
- 府瀬川熊司：1945年11月24日[5] - 1947年6月
- 志村二郎：1947年6月 - 1951年3月
  - 新制群馬大学学芸学部 初代学部長

## 校地の変遷と継承
群馬師範学校男子部

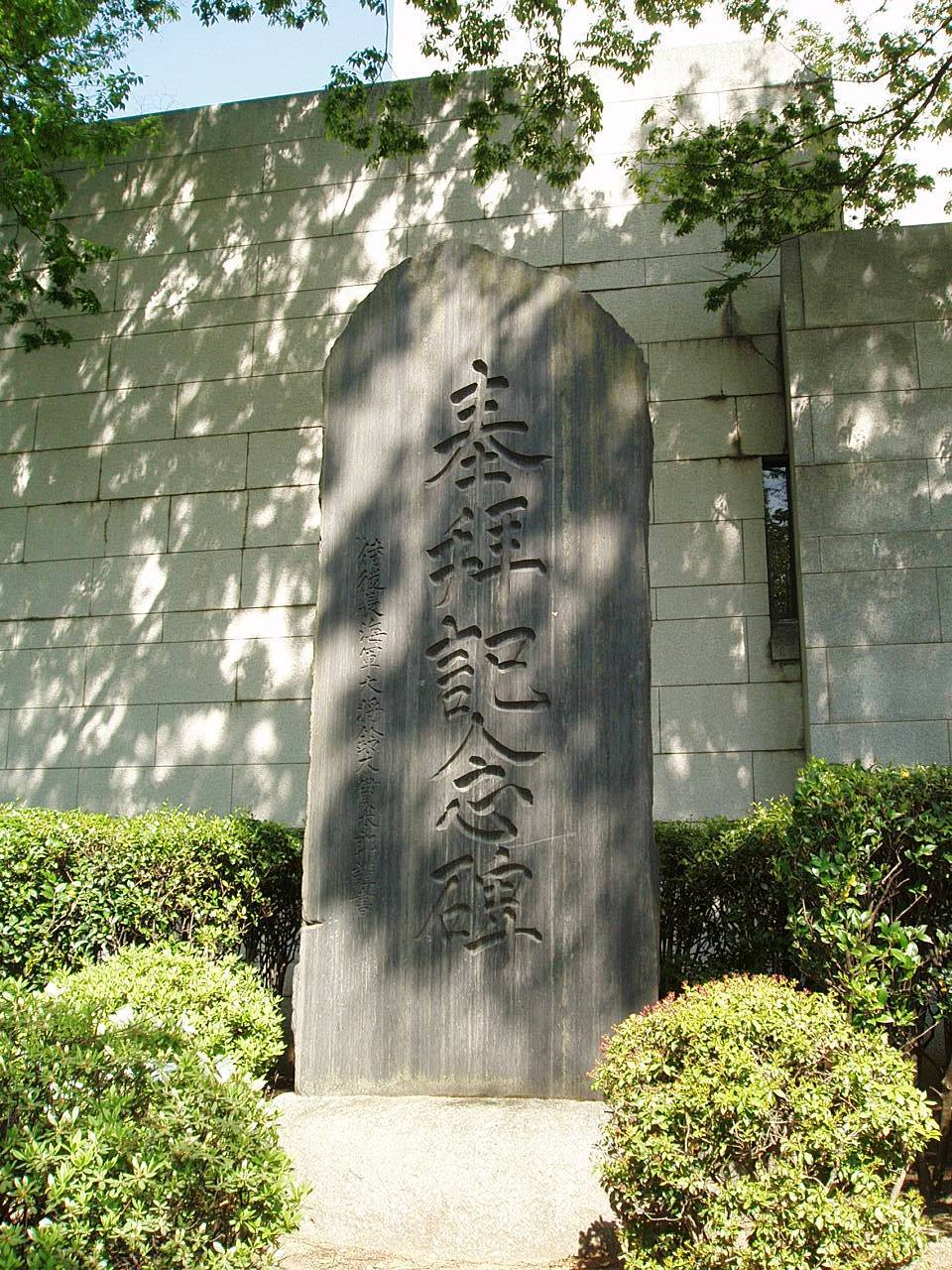
群馬県民会館前庭、「奉拝記念碑」（1934年、昭和天皇の群馬県師範学校行幸を記念）

前身の群馬県師範学校から引き継いだ前橋市日吉町の校地を廃止まで使用した。日吉町校地は後身の群馬大学学芸学部に引き継がれた。群馬大学学芸学部は1966年に教育学部と改称後、1970年に市内荒牧町の校地 （現・荒牧キャンパス） に移転し、現在に至っている。旧日吉町校地には、現在は群馬県民会館などが建てられている。
群馬師範学校女子部
前身の群馬県女子師範学校から引き継いだ前橋市若宮町の校地を廃止まで使用した。若宮町の校地は後身の群馬大学学芸学部に引き継がれた。旧若宮町校地には現在、群馬大学共同教育学部附属小学校・附属幼稚園などが存在する。

## 著名な出身者
- 伊藤顕道 - 参議院議員
- 梅津錦一 - 参議院議員
- 持田直 - 衆議院議員、埼玉県本庄町長、暢発学校卒。

## 関連書籍
- 群馬大学教育学部百年史編集委員会（編）　『群馬大学教育学部百年史』　群馬大学教育学部同窓会、1979年3月。